# Сумеречная Искорка
Сумеречная Искорка (англ. Twilight Sparkle) — персонаж из мультсериала «Дружба — это чудо». Она — аликорн; в прошлом была единорогом сиреневого цвета, с гривой  индиго (темно-синего цвета),фиолетовыми  и розовыми прядями. Её знак отличия — розовая шестиконечная звезда в окружении пяти маленьких белых звёздочек. Является лучшей ученицей Принцессы Селестии и главной героиней сериала. Была придумана сценаристом и аниматором Лорен Фауст, известной своим участием в таких мультсериалах, как «Суперкрошки» и «Фостер: Дом для друзей из мира фантазий», озвучена актрисой Тарой Стронг. Её элемент гармонии — магия.

## Биография
В юности Искорка была очень прилежной, но асоциальной пони из Кантерлота. Она избегала общения и считала, что заводить друзей — не для неё. Единственным исключением были её старший брат Шайнинг Армор и няня, принцесса Каденс. Однажды родители записали её в «Академию для одарённых единорогов», для вступления в которую Искорка должна была пройти испытание: заставить вылупиться из яйца дракона (который в будущем стал её личным помощником, названным Спайком) при помощи своей магии. Она пыталась заставить его вылупиться, но все попытки использовать магию были безуспешны. Она, казалось, сдалась, но посредством взрыва («звуковой радуги» Радуги Дэш), из-за которого магия Искорки вышла из-под контроля, она всё же выполнила задание. В этот момент появилась принцесса Селестия, успокоила и поздравила её, удивившись большому потенциалу Сумеречной Искорки. После чего она спросила, желает ли Искорка стать её ученицей. Взволнованная единорожка принимает предложение, видит свой только что появившийся знак отличия и начинает прыгать от радости.

## Описание персонажа
Сумеречная Искорка — единорог, позже аликорн. Характерные черты её внешности: тёмно-фиолетовые глаза, светло-фиолетовая шерсть, тёмно-синяя грива с пурпурными и фиолетовыми прожилками, знак отличия - пурпурная шестиконечная звезда, окружённая пятью маленькими белыми звёздами (что символизирует её вместе со своими пятью друзьями, носителями элементов гармонии).
Самая определяющая черта характера Искорки — её терпеливость. Она интеллектуал и является прирождённым лидером; мудра не по годам, страстно любит учёбу и научные открытия. Её магическое мастерство соперничало ещё до становления аликорном со способностью Стар Свирла Бородатого — мага-единорога, который является её кумиром, освоившим различные сложные заклинания. Режиссёр Джейсон Тиссен описывает её как «своего рода невротичекскую перфекционистку», у которой «тактильный ОКР», подверженную невротическим расстройствам при столкновении с непреодолимыми проблемами или труднопонимаемыми концепциями.
Искорка начинает историю как протеже принцессы Селестии, которая поручает ей изучать магические свойства дружбы и сообщать о своих находках. Искорка ненавидит своё назначение по причине затворничества и одержимости книгами, но со временем она налаживает крепкие дружеские отношения с другими пони, которые, как она понимает, являются ключом к использованию Элементов Гармонии. Она проживает со своим помощником драконом Спайком и питомцем Совой в библиотеке Золотого дуба Понивилля, где также служит городским библиотекарем. Её учёба у Селестии заканчивается в серии «Загадочное волшебное лекарство», когда она меняет древнее заклинание, создавая новую магию, основанную на её исследованиях дружбы, превращается в аликорна и коронуется принцессой. Принимая титул «Принцессы дружбы», Искорка становятся ответственной за распространение дружбы по Эквестрии из Замка дружбы, кристаллического замка в форме дерева, который заменяет библиотеку после его разрушения в серии «Королевство Искорки». После серии «Школьные сюрпризы», Искорка становятся директором школы дружбы, чтобы обучать других существ дружбе, и назначает своих друзей учителями. Позже, в девятом сезоне, она уходит с должности и назначает Старлайт Глиммер в качестве своей замены. В финале сериала принцессы Селестия и Луна уходят в отставку и коронуют её новой правительницей Эквестрии.

## Создание образа

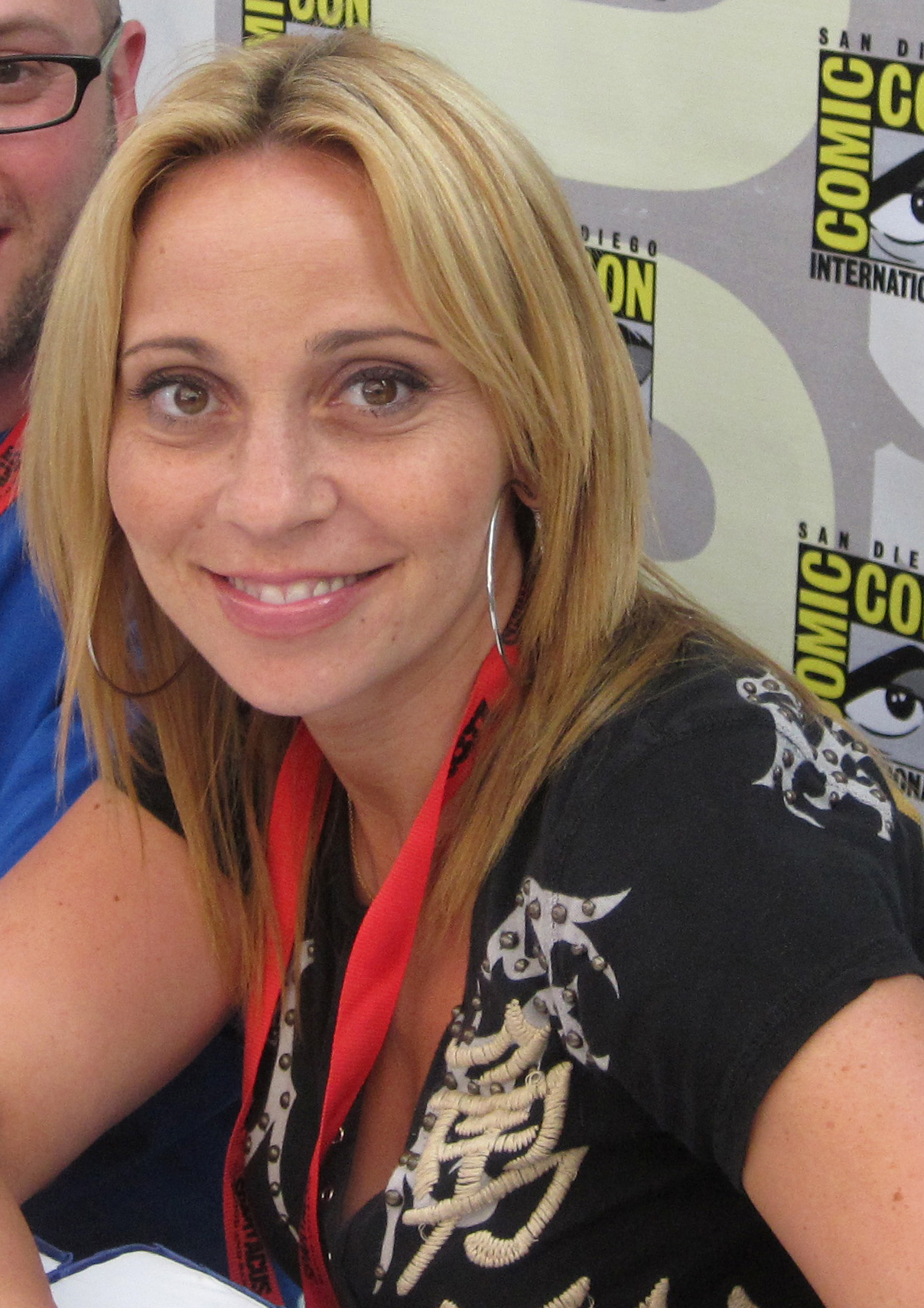
Тара Стронг, голос Сумеречной Искорки

В первоначальном дизайне Искорки Лорен Фауст использовала цветовую схему и знак отличия от пони первого поколения по имени Twilight (с англ. — «Сумеречная»). Впоследствии, цветовая схема Сумеречной Искорки была заменена на аналогичную у земной пони третьего поколения по имени Twilight Twinkle (с англ. — «Сумеречное Мерцание») с немного изменёнными гривой и хвостом.
Сумеречная Искорка в английской версии озвучена голосом Тарой Стронг. Лорен Фауст не сразу определилась с голосом Искорки. Она предъявляла несколько требований к персонажу, порой противоречивых: она должна быть лидером, немного «ботаном», иногда чуть занудной, но в то же время оставаться милой и привлекательной. Лорен объяснила свою задумку Таре и предложила прочитать несколько реплик. Получившийся образ ей очень понравился. Сначала Стронг хотели предложить озвучку ещё одной пони, Пинки Пай, но позже эту роль взяла на себя Андреа Либман.
Стронг озвучивала Искорку во всех сериях сериала, полнометражном мультфильме и игре от GameLoft. Она приняла участие в документальном фильме Bronies: The Extremely Unexpected Adult Fans of My Little Pony, выступила в нём продюсером, а также озвучивала Искорку и свою понификацию.
Певчим голосом Искорки стала Ребекка Шойкет.